# 小行星30722
小行星30722（30722 Biblioran）是一颗绕太阳运转的小行星，为主小行星带小行星。该小行星于1978年9月6日发现。

## 轨道参数
小行星30722的轨道半长轴为2.7180131 UA，离心率为0.335。